# 126 Veleda
126 Veleda (mednarodno ime 126 Velleda) je asteroid tipa S v glavnem asteroidnem pasu. 

## Odkritje
Asteroid je 5. novembra 1872 odkril Paul Henry.. Poimenovan je po Veledi, germanski svečenici in jasnovidki.

## Lastnosti
Asteroid Veleda obkroži Sonce v 3,81 letih. Njegova tirnica ima izsrednost 0,106, nagnjena pa je za 2,92° proti ekliptiki. Njegov premer je 44,82 km, okoli svoje osi se zavrti v 5,364  dneh.